# 小行星375
小行星375（375 Ursula）是一颗围绕太阳公转的小行星。1893年9月18日，奧古斯特·卡洛斯在尼斯描述了此天体。
1984年11月15日对小行星375掩星的观测显示它是一个六轴天体，直径约为 216±10 千米。

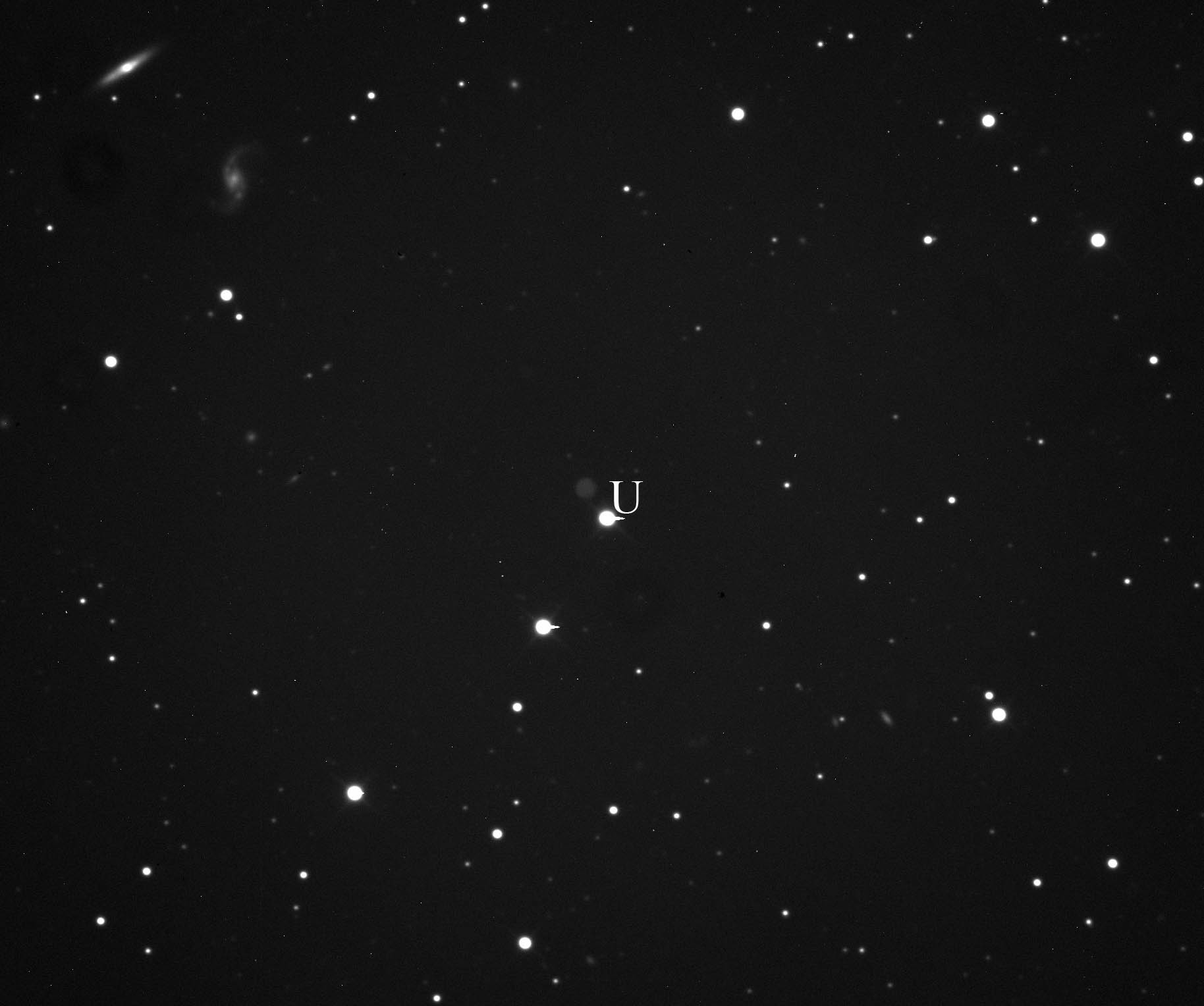
位于恒星TYC 581-36-1（视星等11.9）附近的小行星375（视星等11.4），照片左上角两个星系的视星等约为15。

这颗小行星的绝对星等为7.47等。

## 相关條目
- 小行星列表/10001-11000

## 外部連結
- Asteroid Lightcurve Database (LCDB) （页面存档备份，存于）, query form (info （页面存档备份，存于）)
- Dictionary of Minor Planet Names, Google books
- Discovery Circumstances: Numbered Minor Planets (10001)-(15000) （页面存档备份，存于） – Minor Planet Center
- 小行星375 at AstDyS-2, Asteroids—Dynamic Site
  - Ephemeris · Observation prediction · Orbital info · Proper elements · Observational info
- NASA JPL小天體瀏覽器上的小行星375

| 前一小行星： 小行星374 | 小行星列表 | 後一小行星： 小行星376 |